# Sokrates Scholastyk
Sokrates Scholastyk (gr. Σωκράτης Σχολαστικός; ur. ok. 380 w Konstantynopolu, zm. ok. 450) – historyk Kościoła starożytnego.

## Życie
Był najprawdopodobniej Grekiem, wywodzącym się z elity Konstantynopola. Otrzymał staranne wykształcenie klasyczne, będąc uczniem dwóch pogańskich filozofów: Helladiosa i Ammoniosa. Został prawnikiem, o czym świadczy przydomek „scholastyk”, co w starożytności oznaczało „człowieka o prawniczym wykształceniu”. W związku ze swoim zawodem dobrze znał łacinę. 
Sokrates Scholastyk był autorem dzieła Historia Kościoła, napisanego w języku greckim i wydanego w siedmiu tomach, będącego kontynuacją podobnego, wcześniejszego dzieła Euzebiusza z Cezarei. Opisał w nim dzieje Kościoła w latach 305–439. Przy jego pisaniu korzystał z archiwów państwowych oraz z tekstów wcześniejszych historyków (takich jak np. wspomniany już Euzebiusz), ale również opierał się na relacjach naocznych świadków oraz sięgał do dokumentów (np. protokołów i uchwał synodów). Korzystał z licznych źródeł, podchodząc jednocześnie do nich krytycznie – gdy uznał, że nie zasługują na zaufanie, nie korzystał z nich przy redakcji drugiego wydania swego dzieła. Historycy uznają, że nie miał zbyt dużego pojęcia o teologii, co jest widoczne w jego opisach dziejów różnych sporów teologicznych IV wieku. 
Mimo że sam określał się jako kontynuator Euzebiusza, to deklarował również, że nie zamierza dbać o kunsztowny styl, a jego celem jest dotarcie do prawdy i przekazanie jej nawet mniej wyrobionym czytelnikom. W opisach starał się być bezstronny, nie stronił także od przedstawiania wydarzeń z historii świeckiej, wyraźnie łącząc dzieje Kościoła z dziejami imperium rzymskiego. Podejrzewa się również, że należał do sekty nowacjan, gdyż w swoim dziele wyraża wyraźną sympatię do tej sekty.

## Przekłady w języku polskim
- Sokrates Scholastyk, Historia kościelna (fragm.), przeł. Andrzej Bober [w:] Światła ekumeny. Antologia patrystyczna, oprac. Andrzej Bober, Kraków 1965, s.144-149.
- Sokrates Scholastyk, Historia Kościoła, Z języka greckiego przełożył, wstęp i kom. Stefan Kazikowski. Warszawa 1972 (wyd. 2 rozszerzone: wstęp Ewa Wipszycka, kom. A. Ziółkowski, wyd. 2, Warszawa 1986).
- Sokrates Scholastyk, Historia Kościoła (fragm.), przeł. Stefan Kazikowski, [w:] Kraje i kultury śródziemnomorskie, wybór tekstów, opracowanie i tłumaczenie Jerzy Hauziński, Poznań 1990. Średniowiecze powszechne od VI do połowy XV wieku, t. 1, Wykaz tekstów źródłowych, pod redakcją Gerarda Labudy, s.25.
- Sokrates Scholastyk, Historia Kościoła (fragm.), przeł. Stefan Kazikowski, [w:] Do Ziemi Świętej, wybór wstęp, wprowadzenia i opracowanie Piotr Iwaszkiewicz, przedmowa ks. Marek Starowieyski, Kraków 1996. Ojcowie Żywi, t.13, s.63-71.

## Opracowania
- Drączkowski F. ks., Patrologia, Wydawnictwo Diecezji Pelplińskiej "Bernardinum", Pelplin 1998, s. 136-137, ISBN 83-87668-31-1
- Grzywaczewski J. ks., Porozmawiajmy o początkach chrześcijaństwa, Wydawnictwo Sióstr Loretanek, Warszawa 1999, s. 95-97, ISBN 83-7257-002-7.